# Sidecar (còctel)
El sidecar és un còctel tradicionalment fet amb brandi o conyac, licor de taronja (Cointreau, Grand Marnier, curaçao sec o triple sec) i suc de llimona. Es va popularitzar a París i Londres a principis dels anys 1920s. Algunes de les variants habituals de la recepta original són fer-hi una vora de sucre a la copa, afegir-hi xarop de sucre afegit, o degotar-hi un toc de pell de taronja o de pell de llimona. És un dels còctels clàssics segons l'Associació Internacional de Bàrmans.

## Begudes similars
El sidecar es classifica com un dels  daisy (“margarida” en anglès): un còctel fet amb aiguardent, suc de cítrics i un licor com a edulcorant. Altres margarides conegudes inclouen la margarita i la White Lady. Els daisies són variants de l'antiga fórmula agra, que utilitza sucre per endolcir. Els daisies són més complexos i sovint més secs. Els daisies en general i el sidecar en particular es consideren un repte més gran per als bàrman perquè la proporció d'ingredients és més difícil d'equilibrar per a licors de dolçor variable.
El sidecar potser està més estretament relacionat amb l'antiga crusta de brandi pel que fa als seus ingredients, que difereix tant en la presentació com en les proporcions dels seus components.

## Història

### Origen
L'origen exacte del sidecar no és clar, però es creu que es va inventar al final de la Primera Guerra Mundial a Londres o París. La beguda va rebre el nom directament de l'accessori de la motocicleta, molt habitual en aquella època.
L' hotel Ritz de París reclama ser l'origen de la beguda. Les primeres receptes per al sidecar apareixen el 1922 a Cocktails and How to Mix Them de Robert Vermeire i al Harry's ABC of Mixing Cocktails de Harry MacElhone. És una de les sis begudes bàsiques que figuren a l'obra de David A. Embury, The Fine Art of Mixing Drinks (1948).
En les primeres edicions del llibre de MacElhone, cita Pat MacGarry com al seu inventor, “el popular bàrman del Buck's Club de Londres", però en edicions posteriors se cita a si mateix. Vermiere, en canvi, afirma que la beguda era "molt popular a França. Va ser introduïda per primera vegada a Londres per MacGarry, el cèlebre bàrman del Buck's Club", Embury atribueix la invenció de la beguda a un capità de l'exèrcit americà a París durant la Primera Guerra Mundial, qui li va posar el nom de la motocicleta amb sidecar que utilitzava.
La recepta més antiga de MacElhone és:
229. Còctel Sidecar.
⅓ Cointreau (Triple sec), ⅓ Brandy, ⅓ Suc de llimona.
(Recepta de MacGarry, el popular bàrman del Buck's Club de Londres.)
El periodista O.O. McIntyre informa en el seu resum de 1937 d'una visita a la ciutat de Nova York que els bàrmans d'allà atribuïen la beguda als expatriats nord-americans Erskine Gywnne i Basil Woon, que suposadament la van importar d'Europa.

### Ràtios
Tant MacElhone com Vermiere indiquen la recepta com a parts iguals de conyac, Cointreau i suc de llimona (1:1:1), proporció coneguda ara com "l'escola francesa". Més tard, va sorgir una "escola anglesa" de sidecars, com es troba al Savoy Cocktail Book (1930), que demana dues parts de conyac i una part de Cointreau i una de suc de llimona (2:1:1).
Segons Embury, el sidecar original tenia diversos ingredients, que van ser "descartats per millorar la recepta" (però no hi ha proves d'això). Embury també afirma que la beguda és simplement un daiquiri amb brandi com a base en lloc de rom, i amb Cointreau com a edulcorant en lloc de xarop de sucre. Recomana les mateixes proporcions (8:2:1) per a tots dos, cosa que fa que el sidecar sigui molt menys dolç. Tanmateix, Simon Difford, al seu llibre Encyclopedia of Cocktails, assenyala la proporció de 2:1:1 de Harry Craddock a The Savoy Cocktail Book, i després suggereix un punt intermedi entre la recepta de Craddock i la recepta a parts iguals de "l'escola francesa" de 3:2:2, qualificant la fórmula del daiquiri d'Embury de "massa seca" per a un sidecar.

### Variants
La primera menció coneguda d'ensucrar la vora d'un got per al sidecar és al llibre de còctels americà de 1932 Wet Drinks for Dry People. Aquesta variant es va popularitzar el 1934, quan va aparèixer en tres llibres: Burke's Complete Cocktail & Drinking Recipes, Gordon's Cocktail & Food Recipes i Drinks As They Are Mixed (una reimpressió revisada del llibre de Paul E. Lowe de 1904).
Les variants habituals de la recepta original són una vora de sucre, xarop de sucre afegit i un toc de taronja o de llimona fet prement-ne la pell del cítric. Les receptes de l’anomenat "renaixement dels còctels artesanals dels anys 2000" s'acosten més a la proporció britànica de 2:1:1, però gairebé sempre afegeixen xarop de sucre, ja que la beguda es considera massa seca i àcida.